# Pomacea paludosa
Pomacea paludosa е вид коремоного от семейство Ampullariidae.

## Разпространение
Видът е разпространен в Боливия, Бразилия, Куба, Парагвай, Перу и САЩ (Флорида и Хавайски острови).